# جون ويزلي
جون ويزلي (بالإنجليزية: John Wesley) (28 يونيو 1703 - 2 مارس 1791) رجل دين ولاهوتي مسيحي أنجليكاني. ويعود الفضل إليه جنبًا إلى جنب شقيقه تشارلز ويزلي، في تأسيس الحركة الميثودية. وكانت الحركة قد بدأت عندما تولى ويزلي الوعظ في الهواء الطلق بطريقة مماثلة لجورج وايتفيلد. ولكن على النقيض من الكالفيني جورج وايتفيلد، اعتنق ويسلي لاهوت الأرميني الذي يتعلق بمسألة الخلاص وفقًا للاهوت الأرميني (نسبة إلى جاكوب أرمينيوس) والقائل بإمكانية خلاص كل إنسان، مناقضة بذلك عقيدة الاختيار المسبق في للكالفينية. وأصبح ويسلي أبرز أعلام الصحوة الإنجيلية في بريطانيا في القرن الثامن عشر. وشاركت أسرة ويسلي وسلالته في نشر وتأسيس المذهب الميثودي.
ساعد ويزلي في تنظيم وتكوين جمعيات من المسيحيين في جميع أنحاء بريطانيا العظمى، أمريكا الشمالية وأيرلندا وذلك في جماعات صغيرة والتي وضعت بشكل مكثف المساءلة الشخصية، والتلمذة والتعليم الديني بين الأعضاء. وكان له مساهمة كبيرة في تعيين الدعاة المتجولين الذين سافروا على نطاق واسع بهدف التبشير ورعاية الناس في المجتمعات. ولعب أيضًا جون ويزلي دورًا في بدء حركة التحرير من العبودية كحركة شعبية.
في إطار توجيهات ويسلي أصبح الميثوديون قادة في العديد من القضايا الاجتماعية بما في ذلك إصلاح السجون وحركات إبطال العبودية. وكانت مساهمة ويسلي في كونه عالمًا دينيًا سبب في إلى اقتراح نظام معارضة المواقف اللاهوتية. كان له أعظم إنجاز لاهوتي وهو ما سماه «الكمال المسيحي»، أو قداسة القلب والحياة. دعا ويسلي إلى مساعدة الآخرين وهي ما أطلقت علية الكنيسة اسم أعمال الرحمة.
بقي ويسلي طوال حياته داخل الكنيسة الميثودية وأصر على أن حركته كان جيدة في حدود التقاليد الإنجليكانية وكان يحظى باحترام على نطاق واسع وأشير إليه باسم «أفضل رجل أحب في إنجلترا». واشتهر بعظاته وموسيقاه.
يُذكر أنّ ويزلي عُرف في تأكيده على النظافة والصحة والعيش البسيط. كما وأعتبر بوصفه رائدًا للطب الوقائي. وقد وصفة كتاب آمايزينغ جون ويسلي «المحارب الأعظم من أجل النظافة، والمرّبي الصحيّ الأكبر في بريطانيا القرن الثامن عشر.» و«من الشخصيات الأبرز في العالم المسيحي التي شاركت في نشر مبدأ وممارسة النظافة الشخصية والطب الحديث والصحة الجسديّة والعقليّة.»

## النشأة
ولد جون ويزلي في عام 1703 في إبوورث، على بعد 23 ميلًا (37 كم) شمال غرب لينكولن، وكان الطفل الخامس عشر لصموئيل ويزلي وزوجته سوزانا ويزلي (أنيسلي قبل الزواج). كان صموئيل ويزلي خريجًا من جامعة أكسفورد وشاعرًا، وكان كاهنًا في إبوورث منذ عام 1696. تزوج سوزانا، الطفلة الخامسة والعشرون لصموئيل أنيسلي، وهو قسيس معارض، في عام 1689. وفي النهاية، أنجبت منه تسعة عشر طفلًا، عاش تسعة منهم بعد سن الرضاعة. أصبحت هي وصموئيل ويزلي أعضاء في كنيسة إنجلترا كبالغين.
كما هو حال العديد من العائلات في ذلك الوقت، تولى والدا ويزلي تعليم أطفالهما المبكر. عُلم كل طفل، بما في ذلك الفتيات، القراءة بمجرد أن تمكنوا من المشي والتحدث. كان من المتوقع أن يصبحوا بارعين في اللاتينية واليونانية وأن يحفظوا الأجزاء الكبرى من العهد الجديد عن ظهر قلب. اختبرت سوزانا ويزلي كل طفل قبل وجبة منتصف النهار وقبل صلاة العشاء. لم يُسمح للأطفال بتناول الطعام بين الوجبات وأجرت أمهم جلسة معهم مساءً كل أسبوع بغرض الإرشاد الروحي المكثف. في عام 1714، في سن 11، أُرسِل ويزلي إلى مدرسة تشارترهاوس في لندن (تحت إشراف جون كينغ من عام 1715)، حيث عاش الحياة المجدة الميثودية، والدينية لفترة من الزمن، والتي تدرب عليها في المنزل.
بصرف النظر عن نشأته المنضبطة، ترك حريق منزل كاهن الأبرشية الذي حدث في 9 فبراير 1709، حين كان ويزلي في الخامسة من عمره، انطباعًا لا يمحى. بعد الساعة 11:00 مساءً، اشتعلت النيران في سقف البيت. أثار لهيب النار الذي سقط على أسرّة الأطفال والصراخ بكلمة «نار» من الشارع الأبوين ويزلي اللذين تمكنا من إنقاذ جميع أطفالهم إلى خارج المنزل باستثناء جون الذي تُرك عالقًا في الطابق العلوي. نظرًا لاحتراق السلالم وكون السقف على وشك الانهيار، رُفع ويزلي إلى الخارج من النافذة من قبل أبرشي وقف على كتفي رجل آخر. استخدم ويزلي لاحقًا عبارة «شعلة منتشلة من النار»، مقتبسًا من سفر زكريا 3:2، ليصف الحادث. أصبح خلاص الطفولة هذا فيما بعد جزءًا من أسطورة ويزلي، وشاهدًا على مصيره الخاص وعمله الاستثنائي.

## تعليمه
في يونيو 1720، دخل ويزلي كنيسة المسيح، أكسفورد، وتخرج بعد أربع سنوات. عُين شماسًا في 25 سبتمبر 1725، وكانت الرتب الكهنوتية خطوة ضرورية للتحول لزميل ومدرّس في الجامعة.
في سنة تعيينه، قرأ توماس ألكمبيسي وجيريمي تايلور، وأبدا اهتمامه بالتصوف، وبدأ في البحث عن الحقائق الدينية التي تكمن وراء الإحياء العظيم للقرن الثامن عشر. قال إن قراءة الكمال المسيحي لوليام لو ودعوة جادة إلى التدين والحياة المقدسة أعطته نظرة أسمى لشريعة الله. وقرر أن يحتفظ بها، داخليًا وخارجيًا، مقدسةً قدر الإمكان، مؤمنًا أنه في الطاعة سيجد الخلاص. تابع حياة ميثودية وزاهدة بشكل صارم، ودرس الكتاب المقدس، وأدى واجباته الدينية بجد، وحرم نفسه ليعطي الصدقات. بدأ يسعى للوصول لقداسة القلب والحياة.
في مارس 1726، انتُخب ويزلي بالإجماع زميلًا في كلية لينكولن في أكسفورد، ونال مع الزمالة حق الحصول على غرفة في الكلية وراتب منتظم. أثناء استكمال دراساته، درّس اللغة اليونانية، وحاضر حول العهد الجديد، وحل مناقشات يومية في الجامعة. ولكن، تلقى دعوة للقسوسة خلال حياته الأكاديمية. في أغسطس 1727، بعد أن أنهى درجة الماجستير، عاد ويزلي إلى إبوورث. طلب والده مساعدته في رعاية أبرشية روت المجاورة. عيّن قسيسًا في 22 سبتمبر 1728، وعمل ويزلي في رعاية الأبرشية لمدة عامين. عاد إلى أكسفورد في نوفمبر 1729 بناءً على طلب عميد كلية لينكولن وليحافظ على وضعه كزميل مبتدئ.

## معرض صور

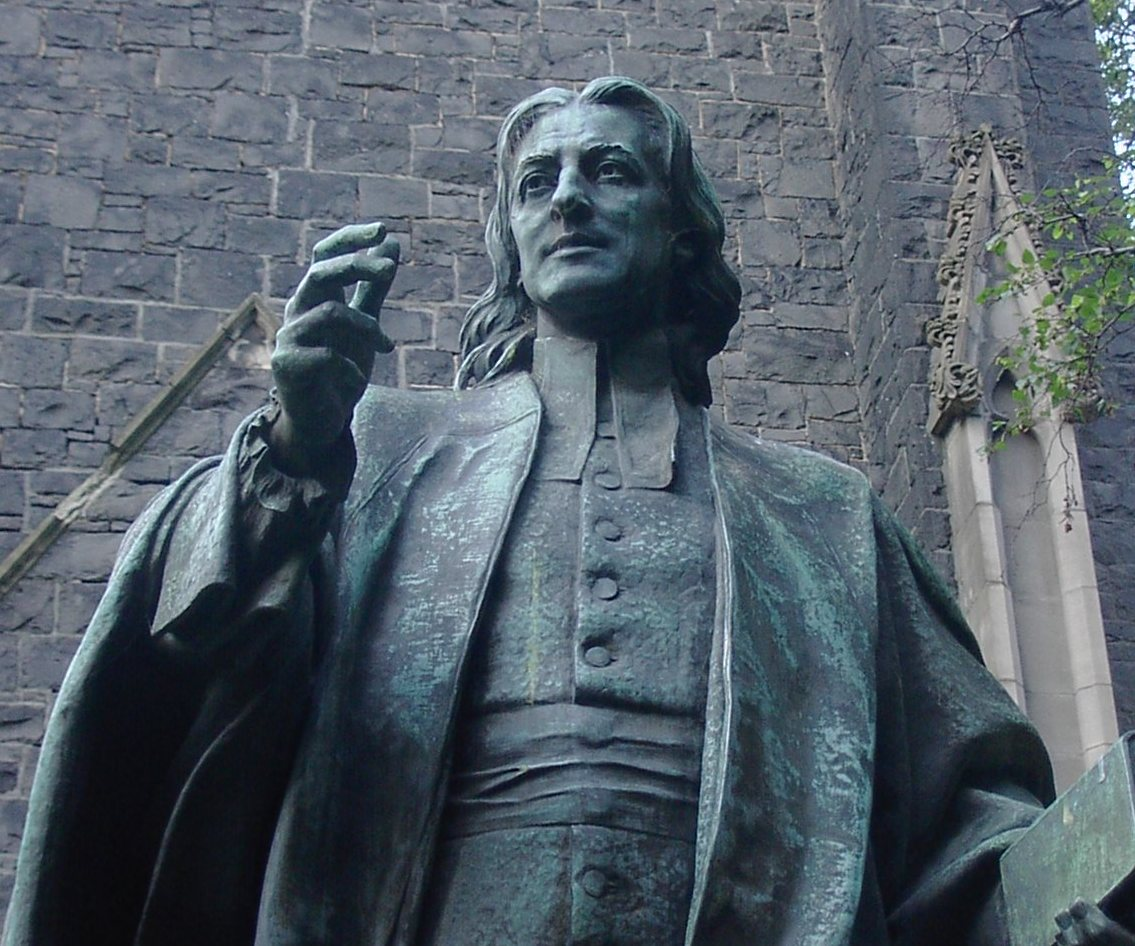
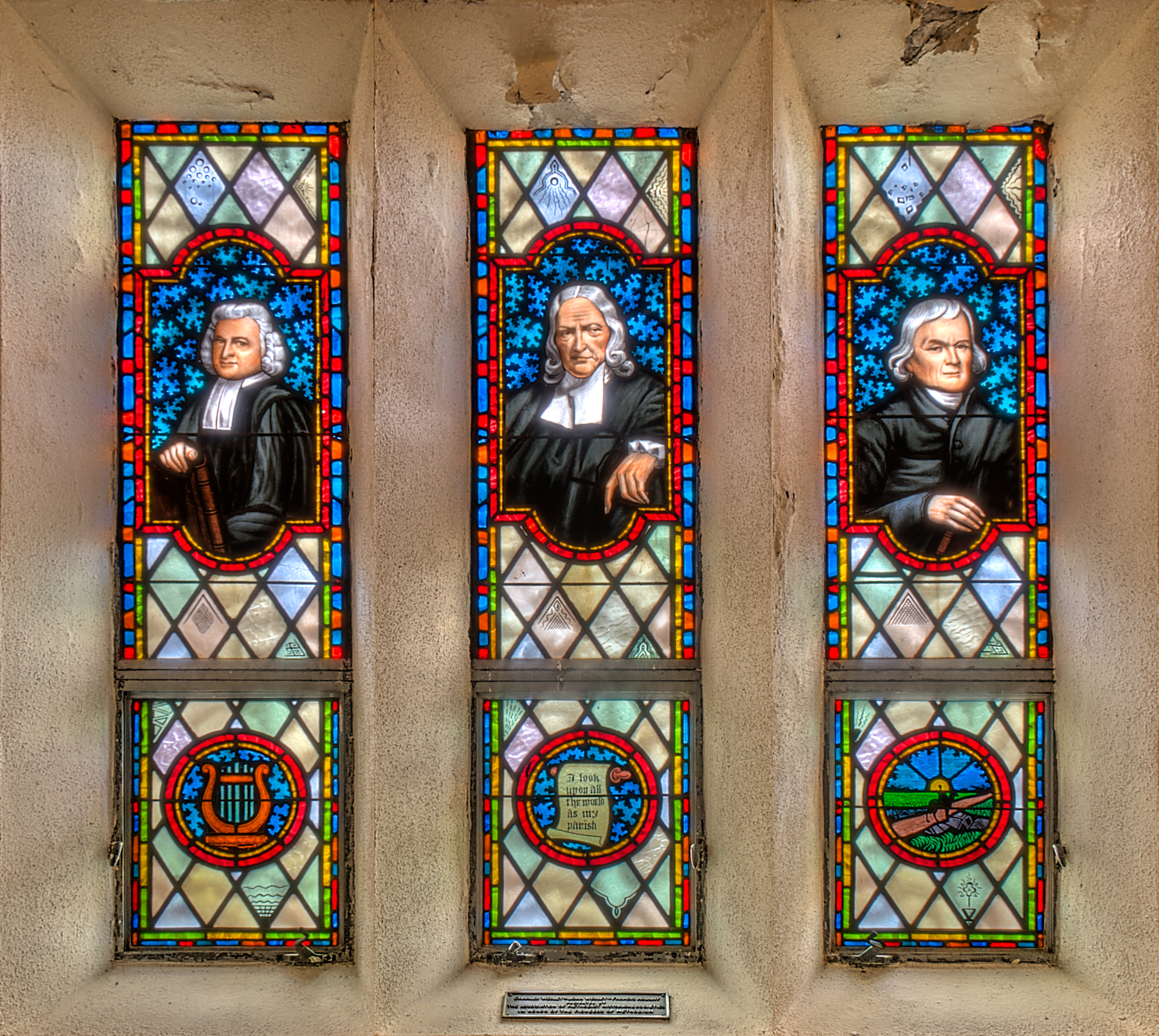
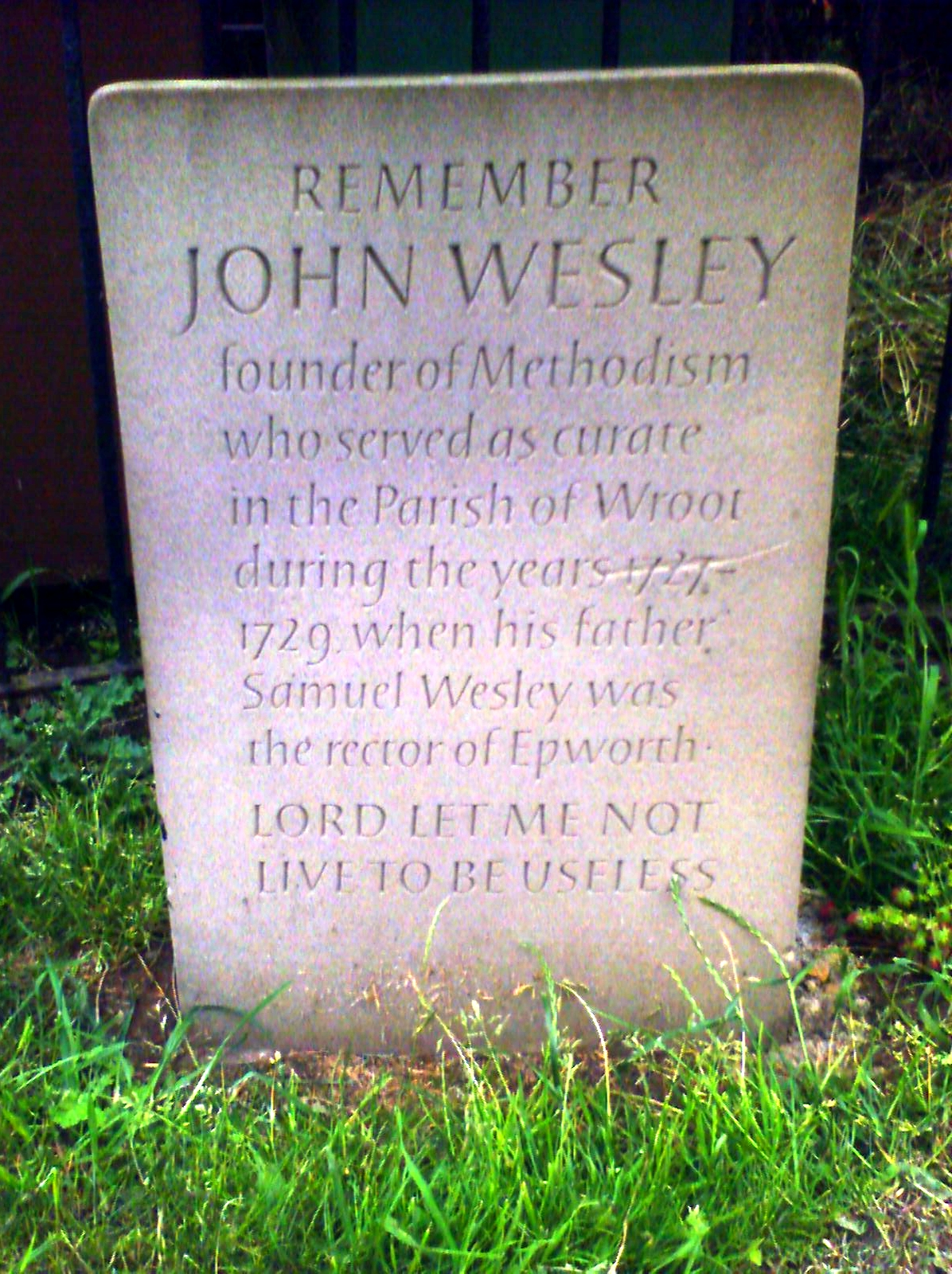
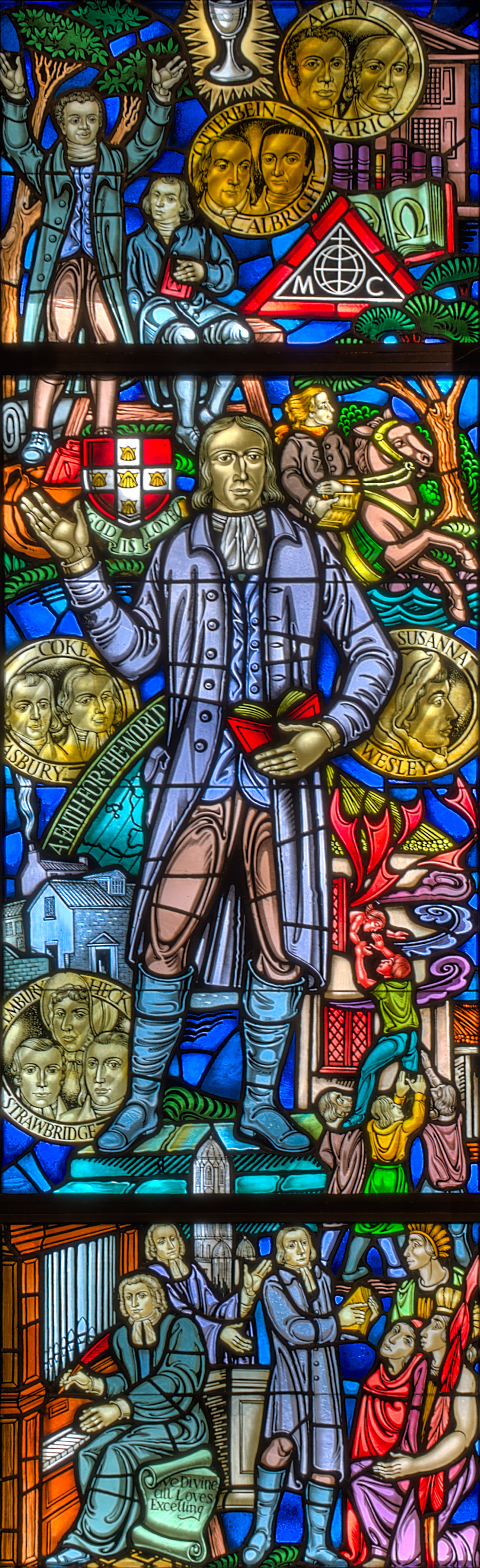
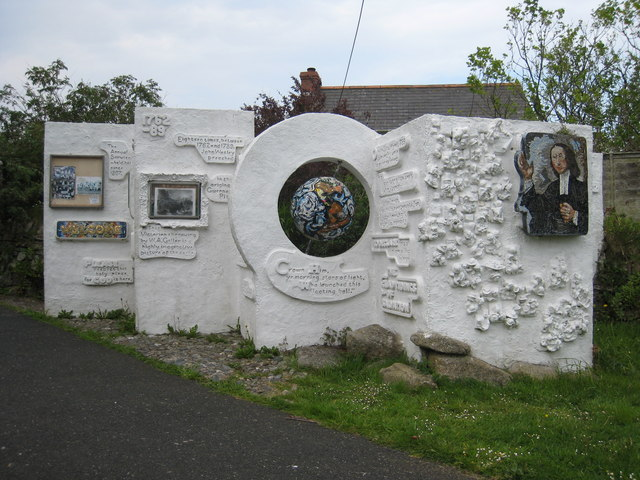

## روابط خارجية
- جون ويزلي على موقع الموسوعة البريطانية (الإنجليزية)
- جون ويزلي على موقع ميوزك برينز (الإنجليزية)
- جون ويزلي على موقع إن إن دي بي (الإنجليزية)